# Rekordy olimpijskie w lekkoatletyce

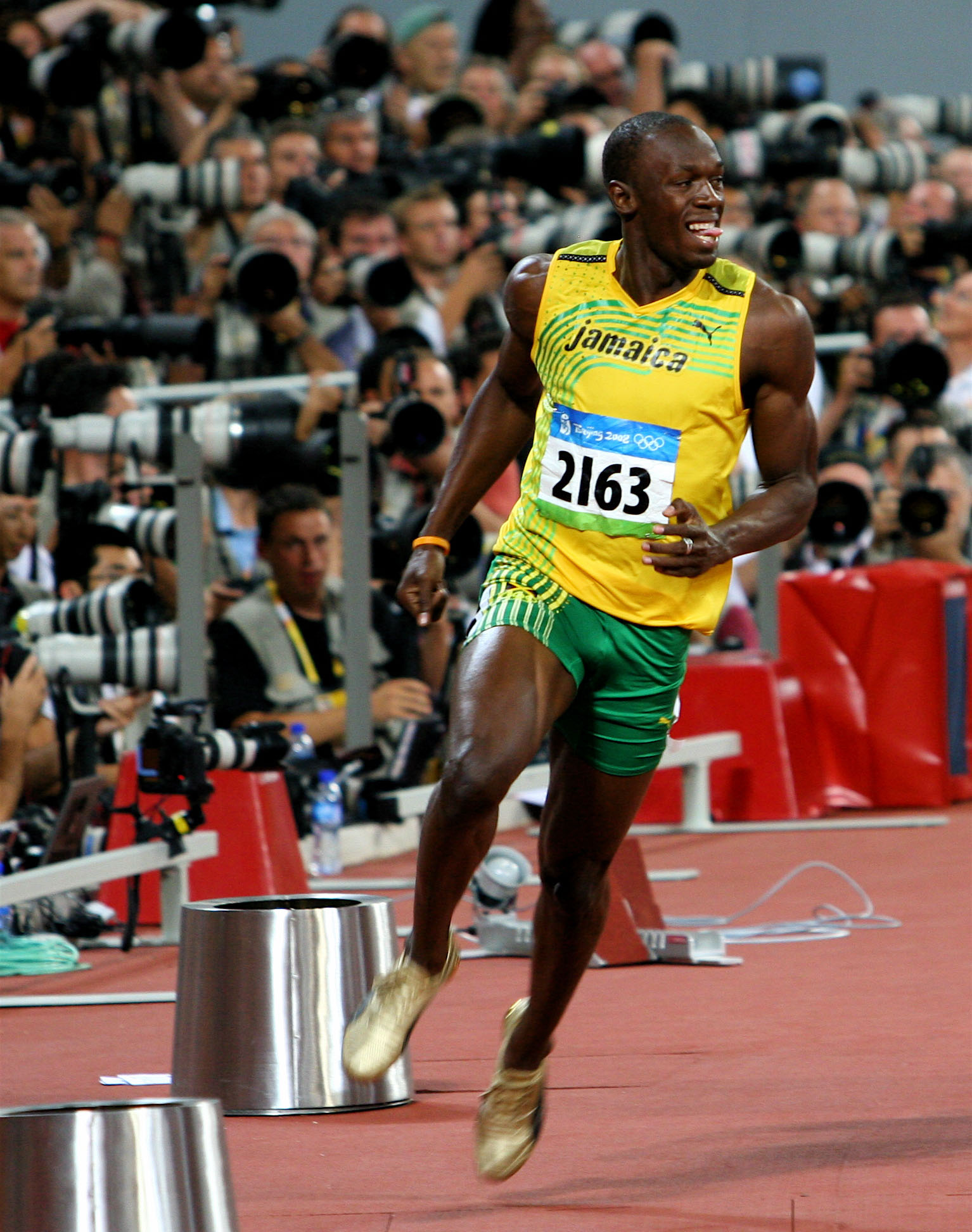
Usain Bolt – rekordzista na 100 i 200 m

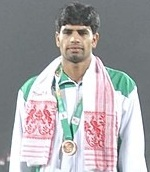
Arshad Nadeem – rekordzista w rzucie oszczepem

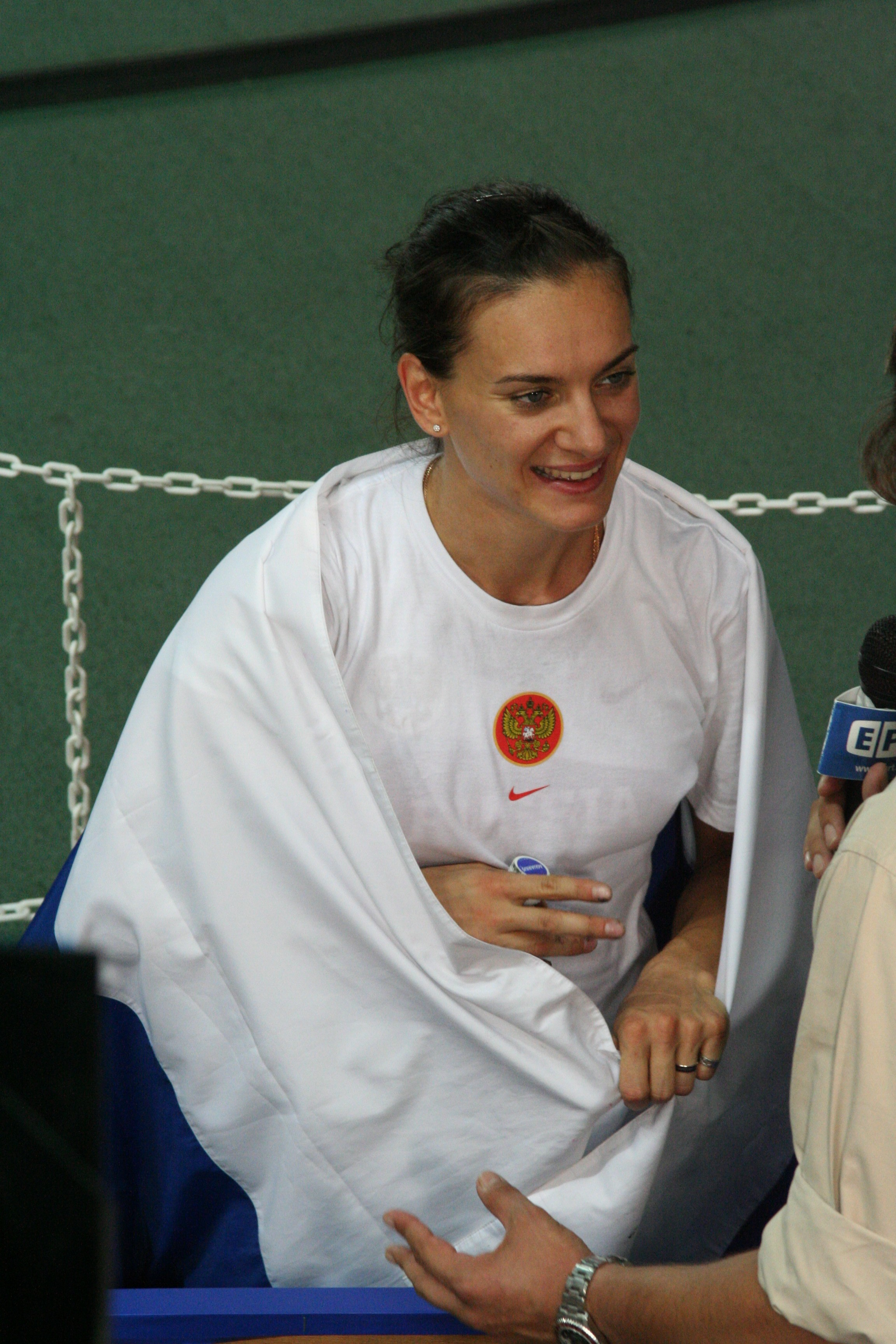
Jelena Isinbajewa – rekordzistka w skoku o tyczce

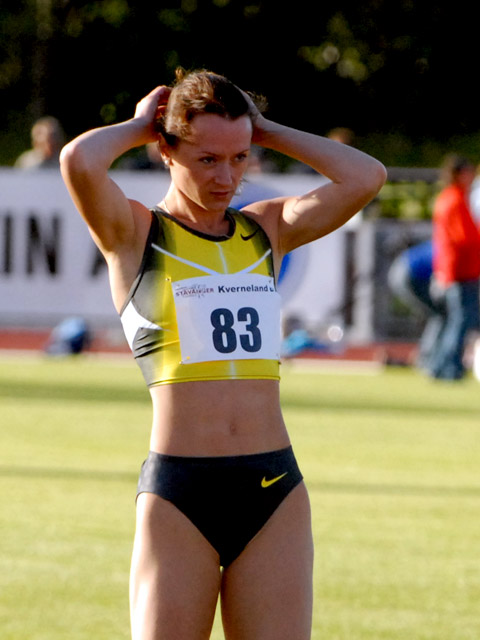
Jelena Slesarienko – rekordzistka w skoku wzwyż

Rekordy olimpijskie w lekkoatletyce – najlepsze wyniki uzyskane przez lekkoatletów w historii igrzysk olimpijskich. Najstarszy rekord olimpijski należy do amerykańskiego skoczka w dal Boba Beamona, który podczas igrzysk w Meksyku w roku 1968 uzyskał wynik 8,90 m.

## Mężczyźni
| Konkurencja                        | Wynik     | Zawodnik                                                                       | Igrzyska olimpijskie | Data                 | Uwagi |
| ---------------------------------- | --------- | ------------------------------------------------------------------------------ | -------------------- | -------------------- | ----- |
| bieg na 100 metrów                 | 9,63      | Usain Bolt                                                                     | Londyn 2012          | 5 sierpnia 2012      |       |
| bieg na 200 metrów                 | 19,30     | Usain Bolt                                                                     | Pekin 2008           | 20 sierpnia 2008     |       |
| bieg na 400 metrów                 | 43,03     | Wayde van Niekerk                                                              | Rio de Janeiro 2016  | 14 sierpnia 2016     | WR    |
| bieg na 800 metrów                 | 1:40,91   | David Rudisha                                                                  | Londyn 2012          | 9 sierpnia 2012      | WR    |
| bieg na 1500 metrów                | 3:27,65   | Cole Hocker                                                                    | Paryż 2024           | 6 sierpnia 2024      |       |
| bieg na 5000 metrów                | 12:57,82  | Kenenisa Bekele                                                                | Pekin 2008           | 23 sierpnia 2008     |       |
| bieg na 10 000 metrów              | 26:43,14  | Joshua Cheptegei                                                               | Paryż 2024           | 2 sierpnia 2024      |       |
| bieg na 110 metrów przez płotki    | 12,91     | Liu Xiang                                                                      | Ateny 2004           | 27 sierpnia 2004     |       |
| bieg na 400 metrów przez płotki    | 45,94     | Karsten Warholm                                                                | Tokio 2020           | 3 sierpnia 2021      | WR    |
| bieg na 3000 metrów z przeszkodami | 8:03,28   | Conseslus Kipruto                                                              | Rio de Janeiro 2016  | 17 sierpnia 2016     |       |
| sztafeta 4 × 100 metrów            | 36,84     | Jamajka · Nesta Carter · Michael Frater · Yohan Blake · Usain Bolt             | Londyn 2012          | 11 sierpnia 2012     | WR    |
| sztafeta 4 × 400 metrów            | 2:54,43   | Stany Zjednoczone Christopher Bailey Vernon Norwood Bryce Deadmon Rai Benjamin | Paryż 2024           | 10 sierpnia 2024     |       |
| maraton                            | 2:06:26   | Tamirat Tola                                                                   | Paryż 2024           | 10 sierpnia 2024     |       |
| chód na 20 kilometrów              | 1:18:46   | Chen Ding                                                                      | Londyn 2012          | 4 sierpnia 2012      |       |
| chód na 50 kilometrów              | 3:36:53   | Jared Tallent                                                                  | Londyn 2012          | 11 sierpnia 2012     |       |
| skok w dal                         | 8,90      | Bob Beamon                                                                     | Meksyk 1968          | 18 października 1968 |       |
| trójskok                           | 18,09     | Kenny Harrison                                                                 | Atlanta 1996         | 27 lipca 1996        |       |
| skok wzwyż                         | 2,39      | Charles Austin                                                                 | Atlanta 1996         | 28 lipca 1996        |       |
| skok o tyczce                      | 6,25      | Armand Duplantis                                                               | Paryż 2024           | 5 sierpnia 2024      | WR    |
| pchnięcie kulą                     | 23,30     | Ryan Crouser                                                                   | Tokio 2020           | 5 sierpnia 2021      |       |
| rzut dyskiem                       | 70,00     | Rojé Stona                                                                     | Paryż 2024           | 7 sierpnia 2024      |       |
| rzut oszczepem (nowy model)        | 92,97     | Arshad Nadeem                                                                  | Paryż 2024           | 8 sierpnia 2024      |       |
| rzut oszczepem (stary model)       | 94,58     | Miklós Németh                                                                  | Montreal 1976        | 26 lipca 1976        |       |
| rzut młotem                        | 84,80     | Siergiej Litwinow                                                              | Seul 1988            | 26 września 1988     |       |
| dziesięciobój                      | 9018 pkt. | Damian Warner                                                                  | Tokio 2020           | 5 sierpnia 2021      |       |

## Kobiety
| Konkurencja                        | Wynik     | Zawodniczka                                                                                                | Igrzyska olimpijskie | Data                | Uwagi |
| ---------------------------------- | --------- | --- | -------------------- | ------------------- | ----- |
| bieg na 100 metrów                 | 10,61     | Elaine Thompson-Herah                                                                                      | Tokio 2020           | 31 lipca 2021       |       |
| bieg na 200 metrów                 | 21,34     | Florence Griffith-Joyner                                                                                   | Seul 1988            | 29 września 1988    | WR    |
| bieg na 400 metrów                 | 48,17     | Marileidy Paulino                                                                                          | Paryż 2024           | 9 sierpnia 2024     |       |
| bieg na 800 metrów                 | 1:53,43   | Nadieżda Olizarenko                                                                                        | Moskwa 1980          | 27 lipca 1980       |       |
| bieg na 1500 metrów                | 3:51,29   | Faith Kipyegon                                                                                             | Paryż 2024           | 10 sierpnia 2024    |       |
| bieg na 5000 metrów                | 14:26,17  | Vivian Cheruiyot                                                                                           | Rio de Janeiro 2016  | 19 sierpnia 2016    |       |
| bieg na 10 000 metrów              | 29:17,45  | Almaz Ayana                                                                                                | Rio de Janeiro 2016  | 12 sierpnia 2016    |       |
| bieg na 100 metrów przez płotki    | 12,26     | Jasmine Camacho-Quinn                                                                                      | Tokio 2020           | 1 sierpnia 2021     |       |
| bieg na 400 metrów przez płotki    | 50,37     | Sydney McLaughlin-Levrone                                                                                  | Paryż 2024           | 8 sierpnia 2024     | WR    |
| bieg na 3000 metrów z przeszkodami | 8:52,76   | Winfred Yavi                                                                                               | Paryż 2024           | 6 sierpnia 2024     |       |
| sztafeta 4 × 100 metrów            | 40,82     | Stany Zjednoczone Tianna Madison Allyson Felix Bianca Knight Carmelita Jeter                               | Londyn 2012          | 10 sierpnia 2012    | WR    |
| sztafeta 4 × 400 metrów            | 3:15,17   | Związek Socjalistycznych Republik Radzieckich Tatjana Ledowska Olga Nazarowa Marija Pinigina Olha Bryzhina | Seul 1988            | 1 października 1988 | WR    |
| maraton                            | 2:22:55   | Sifan Hassan                                                                                               | Paryż 2024           | 11 sierpnia 2024    |       |
| chód na 20 kilometrów              | 1:25:02   | Jelena Łaszmanowa                                                                                          | Londyn 2012          | 11 sierpnia 2012    |       |
| skok w dal                         | 7,40      | Jackie Joyner-Kersee                                                                                       | Seul 1988            | 29 września 1988    |       |
| trójskok                           | 15,67     | Yulimar Rojas                                                                                              | Tokio 2020           | 1 sierpnia 2021     | WR    |
| skok wzwyż                         | 2,06      | Jelena Slesarienko                                                                                         | Ateny 2004           | 28 sierpnia 2004    |       |
| skok o tyczce                      | 5,05      | Jelena Isinbajewa                                                                                          | Pekin 2008           | 18 sierpnia 2008    |       |
| pchnięcie kulą                     | 22,41     | Ilona Slupianek                                                                                            | Moskwa 1980          | 24 lipca 1980       |       |
| rzut dyskiem                       | 72,30     | Martina Hellmann                                                                                           | Seul 1988            | 29 września 1988    |       |
| rzut oszczepem (nowy model)        | 71,53     | Osleidys Menéndez                                                                                          | Ateny 2004           | 27 sierpnia 2004    |       |
| rzut oszczepem (stary model)       | 74,68     | Petra Felke                                                                                                | Seul 1988            | 26 września 1988    |       |
| rzut młotem                        | 82,29     | Anita Włodarczyk                                                                                           | Rio de Janeiro 2016  | 15 sierpnia 2016    |       |
| siedmiobój                         | 7291 pkt. | Jackie Joyner-Kersee                                                                                       | Seul 1988            | 24 września 1988    | WR    |

## Mieszane
| Konkurencja             | Wynik   | Zawodnicy                                                                          | Igrzyska olimpijskie | Data            | Uwagi |
| ----------------------- | ------- | ---------------------------------------------------------------------------------- | -------------------- | --------------- | ----- |
| sztafeta 4 × 400 metrów | 3:07,41 | Stany Zjednoczone · Vernon Norwood · Shamier Little · Bryce Deadmon · Kaylyn Brown | Paryż 2024           | 2 sierpnia 2024 | WR    |